# 스피크 (영화)
《스피크》(영어: Speak)는 미국에서 제작된 제시카 샤저 감독의 2004년 성장 청춘 드라마 영화이다. 크리스틴 스튜어트 등이 출연하였고, 애니 영 프리즈비 등이 제작에 참여하였다.

## 출연진
- 크리스틴 스튜어트
- 마이클 앵거라노
- 로버트 존 버크
- 홀리 허시
- 에릭 라이블리
- 엘리자베스 퍼킨스
- D. B. 스위니
- 스티브 잔
- 레슬리 라일스

## 기타 제작진
- 공동 제작: 제시카 샤저, 애니 영 프리즈비
- 배역: 마크 베넷, 빌리 홉킨스
- 미술: 로라 밸린저
- 의상: 리베카 벤전